# Muscicapa sibirica
El papamoscas siberiano  (Muscicapa sibirica), es una especie de ave paseriforme de la familia Muscicapidae. Tiene una amplia distribución en Asia, donde migra hacia el sur para el invierno.

## Subespecies
Se reconocen tres subespecies:
- Muscicapa sibirica cacabata T. E. Penard, 1919
- Muscicapa sibirica gulmergi (E. C. S. Baker, 1923)
- Muscicapa sibirica rothschildi (E. C. S. Baker, 1923)
- Muscicapa sibirica sibirica Gmelin, 1789

## Distribución y hábitat
La subespecie M. s. sibirica se reproduce en el sureste de Siberia, hasta el lago Baikal en el oeste, así como en Mongolia, el noreste de China, Corea del Norte y Japón (Hokkaidō y el norte de Honshū). M. s. rothschildi se reproduce en el oeste de China y Myanmar. M. s. gulmergi se produce entre Afganistán y Cachemira con M. s. cacabata desde el este del Himalaya al sureste del Tíbet y Myanmar.
El rango de invernada incluye el noreste de la India, Bangladés, el sur de China, Taiwán y el sudeste de Asia, Sumatra, Java, Borneo y Filipinas (Palawan y Culión). Algunas aves vagabundas han sido registradas en Alaska y las Bermudas.
Habita en bosques de coníferas, bosques templados de frondosas y a veces se ve en las plantaciones, parques y jardines. Por lo general puede encontrarse en las regiones montañosas, llegando a 4000 metros sobre el nivel del mar en algunas zonas.